# Henri-Michel Boccara
Henri-Michel Boccara, né en 1936 à Tunis, est un écrivain français. Dramaturge, il dirige à Marrakech une troupe de théâtre : le Groupe des neuf.

## Biographie
Henri-Michel Boccara est né d'un père commerçant et d'une mère peintre impressionniste. Son enfance se déroule dans une Tunisie en guerre et en proie à l’occupation, expérience qui sera décrite dans son roman autobiographique Tunis-Goulette-Marsa. En 1945, sa famille migre vers le Maroc

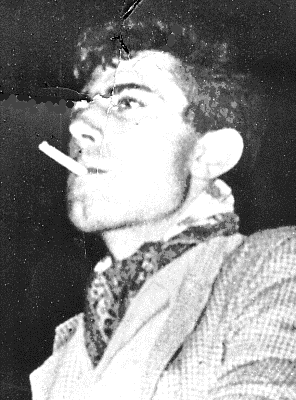
André Voisin en 1952

Au début des années cinquante il fait deux rencontres décisives, celles de Charles Nugue et d'André Voisin. Dans le bouillonnement politique et culturel du Casablanca de ces années, une école d’art dramatique, "La Baraque", avait vu le jour, créée par le service de la jeunesse et des sports, Centre d'expression et théâtre La Baraque. André Voisin, qui venait de la comédie de Rennes et avait été formé aux méthodes de Charles Dullin, y animait cours de mime, répétitions, stages et spectacles. Ensuite vint l’expérience d’un petit théâtre permanent construit et animé par les comédiens eux-mêmes. C’est dans ce cadre qu’Henri-Michel Boccara côtoie, autour de l’écrivain marocain Abdessamad Kenfaoui, ceux qui allaient devenir des créateurs importants au Maroc : Tayeb Saddiki ou encore Mohamed Affifi.
De cette époque datent les premiers sketches écrits pour le cabaret, "comédies à une voix" à la manière d’André Frère, qu’il interprètera lui-même.
- Études secondaires à Paris. D’abord, la première année de l’IDHEC au lycée Voltaire, ou il suit les cours d’Henri Agel et de Jean-Louis Bory. Il y fréquente Claude Jean Philippe[4], Jean-Marie Straub et Danielle Huillet qui sont ses condisciples. S’inscrit ensuite à la Faculté de médecine. Durant ces années d’études Parisiennes il n’abandonne pas le théâtre, il crée une petite troupe au sein de la cité universitaire avec laquelle il anime la vie culturelle de la Résidence Jean Zay. Il participe à plusieurs festivals : Grenoble, Avignon, Antony.
- Thèse de médecine en avril 64. S’installe à Marrakech, à quelques mètres de la place Jamâa El Fna. Sa clientèle est celle, populaire, rurale et montagnarde dont on retrouvera l’écho dans ses recueils de nouvelles[5].
- En 1966, il fonde avec quelques amis comédiens amateurs le "groupe des neuf"  qui allait devenir l’épine dorsale de ses réalisations.
- En 1967, une rencontre essentielle : celle du musicien Louis Soret qui animera à Marrakech plusieurs formations allant du jazz au classique et à la musique arabo-andalouse. Il joue lui-même de plusieurs instruments, il permettra au groupe des neuf d’élargir le champ de ses possibilités. Des chansons seront ainsi intégrées dans plusieurs pièces. Une opérette (Le chantier) avec dix-sept parties chantées verra même le jour et sera représentée au Casino de Marrakech. Depuis, les créations se sont enchaînées au rythme d’un ou deux spectacles par an, le plus souvent produits et réalisés sous l’égide du centre culturel Français. Sur les planches du petit théâtre du CCF puis dans la grande salle de l’institut Français, sont représentés une trentaine de pièces théâtrales, des montages autour d’un auteur ou d’un thème, des spectacles pour enfants. Le groupe des neuf se produit également dans des lieux emblématiques de Marrakech, le bastion défensif sur la route de L’Ourika, Dar el Kertass (l’ancienne cartoucherie) ou le Casino.
- En 1971, une autre rencontre importante, celle de Claude Ollier. Ollier est un écrivain exigeant et élégant. Deux de ses livres sont directement inspirés de ses premiers séjours au Maroc : (La mise en scène, prix Médicis, et le maintien de l’ordre). Il sera un mentor et un modèle en écriture. Il signera les préfaces de deux de ses livres[6].
- À partir de 1982, collaboration avec France-Culture qui produit et réalise nombre de ses pièces dans le cadre des Émissions dramatiques. (Les voisins, Qui se souvient de Jonathan ? Les herbes amères. Ici et d'ailleurs. La mémoire morte de Monte Cassino, Toutes ailes déployées, Elles n’iront plus au bois)

En 1975, fréquentation d’Alexandre Trauner, décorateur de cinéma, venu s’installer à Marrakech. La troupe lui doit la maquette du décor des Herbes amères.
- À partir de 1994, l’écriture s’oriente, en alternance avec la publication de pièces de théâtre, vers le roman et les nouvelles[7].

## Publications

### Théâtre
- 1975 : Affaires vous concernant (Pierre Jean Oswald)
- 1997 : Pièces claires (L’Harmattan)
- 1998 : Pièces fauves (L’Harmattan)
- 2008 : Trois pièces closes (L’Harmattan)
- 2010 : Quatre pièces rapportées (L’Harmattan)
- 2012 : Pièces à conviction (L’Harmattan)
- 2012 : Pièces fragiles (L’Harmattan)

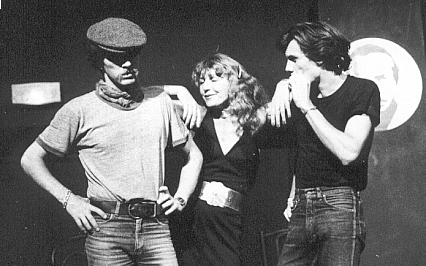
Trente six chandelles pour Mister Chase. Pièce policière
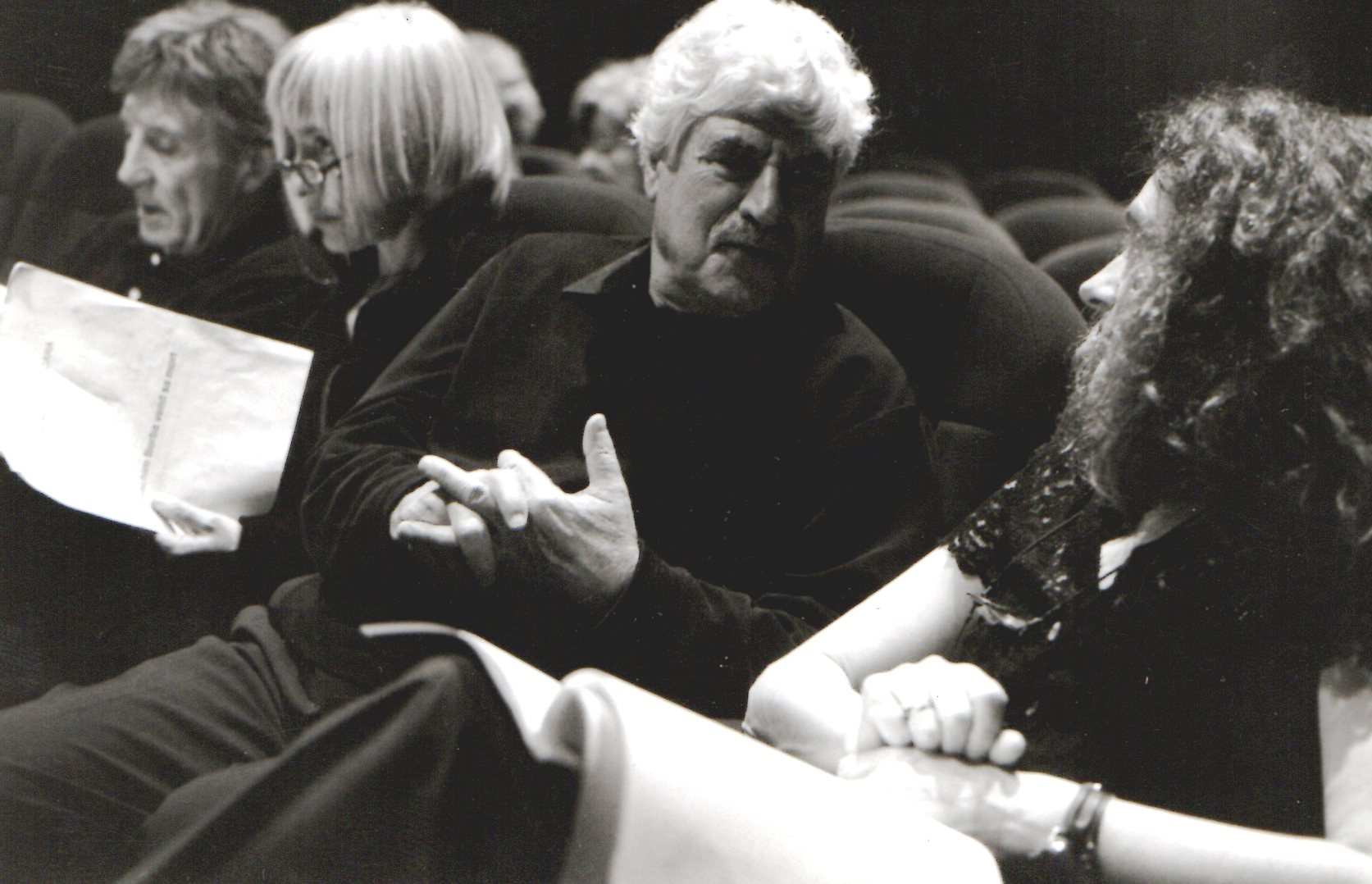
Au théâtre Essaion, avec Maud Rayer et Suzy Herse
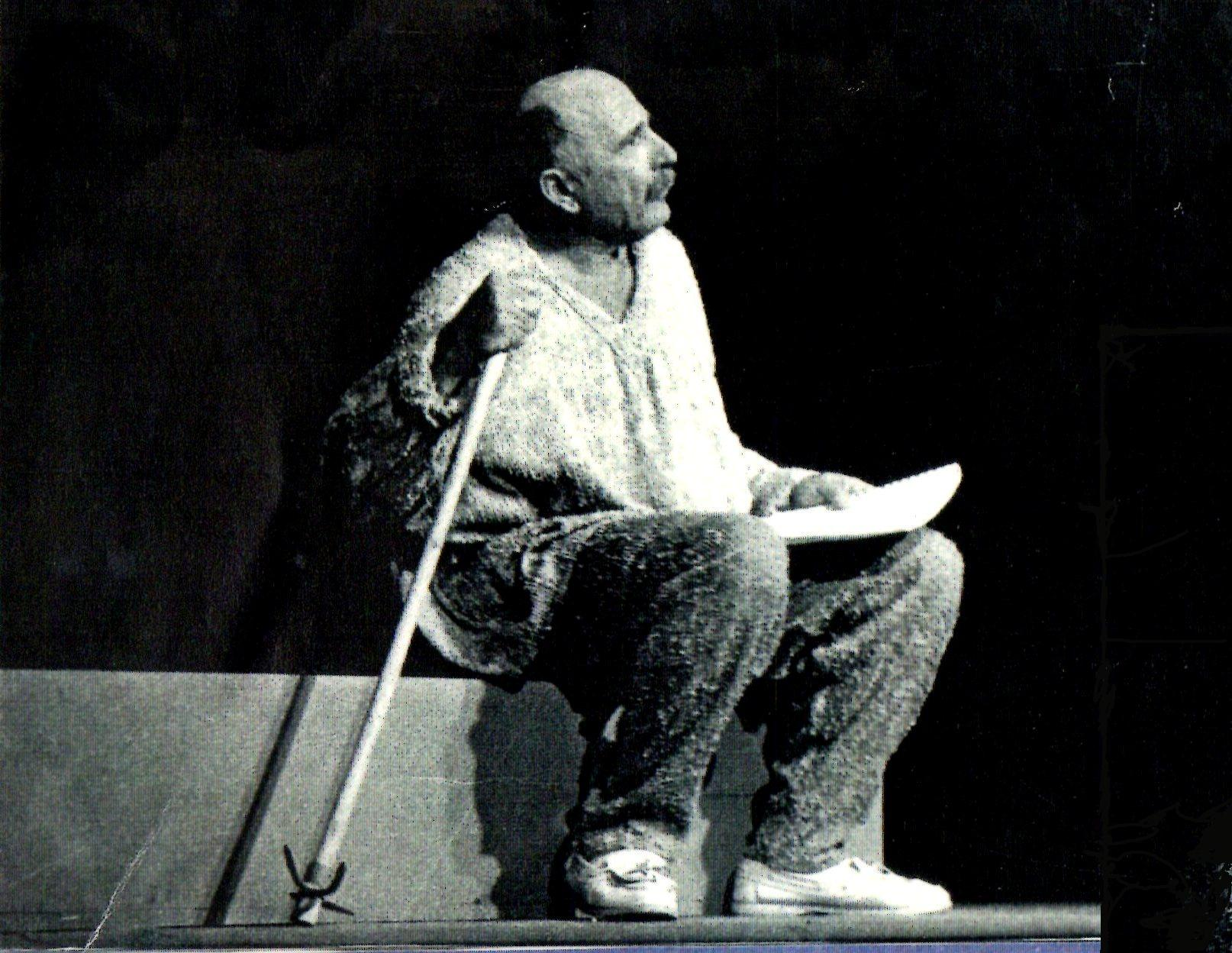
Arnaldo Lugetti dans la Mémoire morte de Monte Cassino

### Romans et nouvelles
- 1994 : Itinerrances (EDDIF)
- 1994 : L’ombre et autres balivernes (L’Harmattan)
- 1996 : Traversées (L’Harmattan)
- 1999 : La Corde d’Annamer et autres fariboles (Traces du présent)
- 2002 : La Pluie sur Aveiro (L’Harmattan)
- 2004 : Le Plumier (Tarik)
- 2006 : Tunis Goulette Marsa (Al Manar)
- 2007 : Migrations (Senso Unico)
- 2009 : Au commencement (Al Manar)

## Théâtre
Outre un certain nombre de pièces pour enfants avec pour héros les clowns Réobaz et Kronaxi (En avant, Mars - Au pôle Nord - In ze désert - Le retour des dents de la mer - Jurassic Parc, suite - Le rayon vert) le groupe des neuf a présenté des montages de textes (Éluard, Lorca, Bourdieu, Claude Ollier, Copi, Topor, adaptation du Moine de Lewis et Artaud, Un calame pour Calamity d’après les lettres de Calamity Jane…). Cependant l’essentiel a été la représentation de pièces écrites et mises en scène par Henri-Michel Boccara.

## Thèmes et matières

### La migration
Tant dans ses romans que dans son théâtre, les protagonistes sont souvent des êtres déplacés, migrants ou exilés, étrangers en fuite ou en rupture de liens, clandestins ballottés par l’histoire. Ces égarés, rien ne les guide sinon leur immense soif de vivre. Les titres même de nombre de ces texte sont en rapport avec le thème de l’errance (Itinerrance, Traversées, Migrations).

### Une culture pluriculturelle
Si proches, étrangers : dans La mémoire morte de monte Cassino, Tulio, le fossoyeur est italien, Mohamed marocain, Sœur Benedicte libanaise et David juif américain.
Dans Ici et d’ailleurs, Sofia est lituanienne, Mme Ramirez, espagnole et Momo est marocain… Les étrangers sont chez eux dans ces pages, et cela dès les premiers écrits. Chacun d’eux va son chemin trébuchant de mots en mots, les langues se lient autant qu’elles se délient. Leur verbe est efficace, coloré et, s’il est poétique, c’est bien malgré eux. Ils savent se comprendre et se faire comprendre.

### La mémoire dévoyée
Il s'agit des pièces politiques et historiques :
- Points sur les I
- Affaires vous concernant
- Le Triangle
- Cortez-Montesuma
- Les métamorphoses de Jeanne
- Trois courtes pièces pour l’après-histoire

Dans la plupart de ces textes, l’histoire est interrogée, ses détournements, ses mensonges, son instrumentation, sont dénoncés. Dans Le triangle c’est la problématique du politiquement tiède qui est mise en équation. Dans Cortez-Montesuma, les fausses valeurs de la colonisation. Quant à Jeanne d’Arc pitoyable et trafiquée, elle est devenue l’exact contraire d’elle-même, elle n’est plus ni humble bergère ni flamboyante rebelle mais se dresse sur son cheval de fer, vêtue de faux or, et sert de point de ralliement aux droites extrêmes.

### Écritures juives, chemins et parchemins
Trois étapes sur les routes de l’errance :
- Les Voisins (dans une ville d’Europe centrale, une famille de fourreurs et ses voisins) ;
- L’Ensevelie (la perte d’El Andalus, la fuite hors d’Espagne, la montée de l’inquisition et de l’intolérance) ;
- Qui se souvient de Jonathan ? (du désert biblique aux fuites éperdues du Moyen Âge).

### Espaces clos
En ces lieux fermés, ces nasses, vivent des êtres marginaux. Ce sont des étrangers souvent à moins que la maladie soit ne la cause de leur exil. Les personnages qui vivent dans ces culs-de-sac sont des créatures fragiles et dérisoires. L’espoir pour eux n’est plus de mise mais ils rient encore. Le rire, Dieu merci, est encore là.
Pièces closes, circulaires, fermées sur elles-mêmes : le décor représente le fond d’un puits : (Toutes ailes déployées),
ou un tas d’immondice posé sur l’eau : (L’Île),
ou la cour d’un immeuble en voie de destruction : (Ici et d’ailleurs),
ou deux petits jardins mitoyens : (Les Herbes amères).

### Sur l’aile de la folie
- Tais-toi, écoute, j’entends crier. C’était le titre d’un montage réalisé à partir de textes de Topor Le Portrait en pied de Suzanne, de Copi Loretta Strong, de Cocteau…
- Les Nouvelles Frontières ou l’itinéraire d’une conscience : du désarroi à la chute. (Tiré de quatre nouvelles extraites du recueil L’Ombre et autres balivernes)
- Par delà la ligne de crête (tiré de quatre nouvelles du recueil La Corde d’Anamer)

Dans ces deux pièces, des monologues alternés. Les destins de ces créatures s’entrecroisent et le cri répond au cri. C’est l’exploration des border lines, ces états de consciences qui précèdent la folie.
Elles n’iront plus au bois est également dans cette veine. Colombo, Colombine, cherche la Colombie au bois de Boulogne.

### Pièces parodiques
- La malédiction du Professeur Essef (ou Le chromosome 24 ne répond plus), pièce de science-fiction. Un savant fou, bien sûr, des mutants c’est normal, mais aussi les Bluebels girls et le french cancan
- 36 chandelles pour Mister Chase. Pièce policière. Un écrivain disparaît, quelques crimes, des monceaux de papier dans une valise ! Les éditeurs sont-ils dans le coup… ?
- Les phylactères se font la paire. La thématique et le style des bandes dessinées. Des Pieds Nickelés à Lucky Luke et de Platon à Barbarella
- Le Chantier. Opéra bouffe et immobilier. L’appel d’offre pour la construction de la porte du paradis. En alexandrin et chanté les mille et une embrouilles au royaume du bon Dieu…

### L’œil à facettes
Si certains des romans offrent un récit linéaire, fictions se dévidant le long d’un itinéraire précis (par exemple, Nord -Sud dans Itinerrances, Sud-Nord dans Le Plumier)
D’autres au contraire sont des productions complexes mettant en rapport en un jeu de miroirs des situations analogues en des lieux différents (Ainsi, les deux romans-essais Traversées et Migrations entremêlent chacun six récits distincts).
Pour ce qui est du théâtre, on retrouve quelquefois la même complexité : « Le spectacle se déroule sur trois aires théâtrales » : (Affaire vous concernant).  « Le décor représente l’intérieur de trois appartements contigus » : (Les Voisins). « Une action simultanée se déroule sur un autre podium » : (Qui se souvient de Jonathan ?). Ces indications en début de texte montrent bien que nombre de pièces courent plusieurs lièvres à la fois. La mise en parallèle de situations historiques semblables, jeu de ressemblances, d’écho a pour fonction de mettre le spectateur ou le lecteur en alerte, d'en faire un complice actif, responsable, adulte.